# Flughafen Aktio

i7
i11
i13
Der Flughafen Aktio (griechisch Κρατικός Αερολιμένας Ακτίου, (IATA-Code: PVK, ICAO-Code: LGPZ)) ist der Flughafen der griechischen Stadt Preveza im Epirus und liegt auf der Halbinsel Actium. Er bedient auch die nahegelegene Insel Lefkada. Im Linienverkehr werden ganzjährig Inlandsflüge abgefertigt, im Sommer kommen zahlreiche Charterflüge, zumeist aus dem europäischen Ausland, hinzu. Er wird auch als Militärflugplatz der griechischen Luftwaffe genutzt, die Basis liegt am südöstlichen Ende der Start- und Landebahn.
Der Preveza-Aktio-Tunnel verbindet den Flughafen mit Preveza und den nördlich des Ambrakischen Golfs gelegenen Regionen.

## Geschichte
An Stelle eines Militärflugplatzes der griechischen Luftwaffe wurde 1968 der Flughafen eröffnet und wurde seitdem von Olympic Airlines bzw. heute Olympic Air im Liniendienst angeflogen. Im Jahr 1988 wurde die Landebahn verlängert und ein neues Hauptgebäude eröffnet. Gemessen an den Passagierzahlen – 569.082 im Jahr 2017 – ist dieser der größte des Epirus, noch vor dem Flughafen Ioannina.

## Zwischenfälle
- Am 5. Juni 1971 kam es mit einer Douglas DC-3/C-47D der griechischen Luftstreitkräfte (Kennzeichen 49-2614) zu einem Landeunfall auf dem Flughafen Preveza, als einer der Reifen platzte und das Flugzeug von der Landebahn schleuderte. Das ausbrechende Feuer zerstörte das Flugzeug. Alle Insassen überlebten, etliche allerdings verletzt.[2]